# Oussama Assaidi
Oussama Assaidi (arabisch أسامة السعيدي, DMG Usāma as-Saʿīdī; * 15. August 1988 in Beni Boughafar) ist ein marokkanisch-niederländischer Fußballspieler. Er spielt bevorzugt auf der Position des Linksaußen.

## Karriere
Assaidi begann seine Profilaufbahn in der niederländischen Eerste Divisie beim FC Omniworld in Almere. Nach zwei Jahren wechselte er in die Eredivisie zu De Graafschap nach Doetinchem, mit der er am Saisonende abstieg. Zum erneuten Aufstieg der Superboeren trug er mit fünf Toren in ebenso vielen Spielen bei, wechselte jedoch nach dem Aufstieg zum friesischen Ehrendivisionär sc Heerenveen. In der Saison 2010/11 überzeugte er vor allem beim Spiel gegen den FC Twente im Dezember 2010, das Heerenveen mit 6:2 gewann. Er erzielte drei Tore selbst, bereitete zwei vor und holte den Elfmeter zum sechsten Treffer heraus. Seine beständig guten Saisonleistungen führten zur Berufung in die marokkanische Nationalmannschaft, für die er am 4. Juni 2011 beim 4:0-Sieg gegen Algerien im Qualifikationsspiel zur Afrikameisterschaft seinen ersten Treffer erzielte.
Am 17. August 2012 wurde Assaidi vom Premier-League-Club FC Liverpool verpflichtet. Am 27. August 2013 wurde er bis zum Saisonende an Stoke City ausgeliehen. Am 1. September wurde Assaidi erneut an Stoke City verliehen. Nach 9 Ligaspielen kehrte er im Januar 2015 nach Liverpool zurück und wechselte anschließend zu Al-Ahli Dubai. Sein Debüt gab er am 4. Februar 2015 (14. Spieltag) gegen den Sharjah FC in der Startelf bei einem 2:0-Sieg. Einen Monat später (18. Spieltag) schoss er bei einem 4:0-Erfolg über den Al-Fujairah SC sein erstes Tor für den Verein und gab zudem noch eine Torvorlage. In der gesamten Saison spielte Assaidi 13 Mal in der Liga und kam mit seinem Team bis ins Finale der Champions League, wo er in allen Partien spielte. In der Folgesaison wurde er nur einmal eingesetzt und stand anschließend nie mehr im Kader.
Im Januar 2017 wechselte er schließlich zurück in die Eredivisie zum FC Twente Enschede. Für Twente schoss er bei seinem Debüt am 29. Januar 2017 (20. Spieltag) gegen PEC Zwolle den 2:1-Siegtreffer und somit direkt sein erstes Tor für den Verein. In der gesamten Rückrunde lief er in fünf Ligapartien auf und schoss dieses eine Tor. In der Folgesaison spielte er 25 Ligaspiele und schoss sechs Tore, außerdem schlug man unter anderem Ajax Amsterdam im Pokal und kam bis ins Halbfinale. Trotzdem stieg Assaidi mit seinem Verein in die Eerste Divisie ab. In der niederländischen zweiten Liga spielte er in der Saison 2018/19 elfmal. Nach der Saison und dem direkten Wiederaufstieg wurde sein Vertrag nicht verlängert und Assaidi ist seitdem vereinslos.

## Erfolge
- Titel:
  - Emiratischer Meister: 2016